# Altamura
Altamura (/ˌæltəˈmʊərə/, italijanščina: [ˌaltaˈmuːra]; bareščina: Ialtamùre) je mesto in občina v Apuliji v južni Italiji. Leži na enem od gričev planote Murge v metropolitanskem mestu Bari, 45 kilometrov jugozahodno od Barija, blizu meje z Bazilikato. Od leta 2017 ima 70.595 prebivalcev.
Mesto je znano po posebni kakovosti kruha, imenovanega Pane di Altamura, ki se prodaja v številnih drugih italijanskih mestih. 130.000 let starega kalcificiranega človeka iz Altamure so odkrili leta 1993 v bližnji apnenčasti jami, imenovani grotta di Lamalunga.

## Zgodovina
Območje sodobne Altamure je bilo v bronasti dobi gosto poseljeno (naselbina in nekropola La Croce). V regiji je približno petdeset tumulov. Med 6. in 3. stoletjem pred našim štetjem je bila postavljena masivna linija megalitskih zidov, katerih sledi so še vedno vidne na nekaterih delih mesta.

### Antično mesto
Mesto je bilo naseljeno vse do približno 10. stoletja našega štetja. Nato naj bi ga oropali Saraceni. Ni zanesljivih virov, ki bi potrdili, kakšno je bilo prvotno ime Altamure. V notranjosti Tabula Peutingeriana se pojavlja le Sublupatia, ki se lahko nanaša na Santeramo v Colleju, Altamuro ali na majhno regijo v bližini, imenovano Jesce. Sublupatia namiguje, da je bilo prisotno tudi mesto, ki se je imenovalo Lupatia, čeprav Lupatia ni omenjena niti v Tabula Peutingeriana niti v Antoninovem itinerariju. Kljub temu se Lupatia pojavlja v Ravenski kozmografiji (bizantinsko obdobje) in v delu Guida iz Pise Geographica (srednji vek).
Po starodavni legendi, ki se je prvič pojavila v 13. stoletju našega štetja, je bilo Altamurino prejšnje ime Altilia, iz Alter Ilium, "druge Troje". Po legendi ga je ustanovil Enejev prijatelj Antellus, prav tako ubežnik iz azijskega mesta, ki so ga uničili Grki. Druga legenda pripisuje ustanovitev Althei, kraljici Mirmidoncev. Ottavio Serena je že leta 1880 zavrnil zgornje legende, pa tudi prepričanje, da je bilo starodavno ime Altamura Altilia, saj ni imel zanesljivih virov. Serena je predlagala, da je to ime morda izviralo od neznanega učenjaka visokega srednjega veka, ki je poskušal razložiti ruševine, najdene na tem mestu.
V 15. in 16. stoletju našega štetja so Altamuro zamenjali tudi za starodavno mesto Petilia. Prepričanje, da je Petilia starodavno ime Altamure v tistem času, je bilo tako močno, da je bilo v nekaterih italijanskih prevodih Ptolemajeve Geografije "Petilia" prevedeno kot »Petilia, zdaj Altamura«, kljub temu, da so koordinate, ki jih je dal Ptolemaj, nedvoumno kazale na današnjo Kalabrijo.
Hipoteza, da je Altamura starodavno mesto Petilia, verjetno izvira od Raffaella Maffeija, saj je bil on prvi znani avtor, ki je to predlagal. Leandro Alberti je bil namesto tega prvi učenjak, ki je v svojem delu Descrittione [sic] di tutta Italia (1550) zavrnil, da je Altamura Petilia. Po mnenju sodobnih znanstvenikov se Petilia verjetno nanaša na arheološke ostanke, najdene na Monte Stella, goro v Kalabriji.

### Novo mesto
Nekaj stoletij po tem, ko so Altamuro domnevno izropali Saraceni, so jo ponovno začeli naseljevati, ko je cesar Friderik II. ponovno ustanovil mesto (1232) in ukazal gradnjo velike stolnice, ki je postala eno najbolj spoštovanih svetišč v Apuliji. Leta 1248 je pod pritiskom Friderika papež Inocenc IV. razglasil Altamuro za izvzeto iz jurisdikcije škofa v Bariju, zaradi česar je postala »palatinska cerkev«, ki je enakovredna palačni kapeli.
Altamuri so vladale različne fevdalne družine, vključno z Orsini del Balzo in družina Farnese (1538–1734), slednji so bili odgovorni za gradnjo številnih palač in cerkva. Altamura je imela v preteklosti tudi velik grad, katerega gradnja sega v 11.-13. stoletje, ki je popolnoma porušen in ni več viden. Leta 1748 je Karel VII. Španski dal v mestu zgraditi univerzo.
Leta 1799 se je zgodil pomemben dogodek v zgodovini Altamure, ki se običajno imenuje Altamurska revolucija. Februarja 1799 se je mesto pridružilo Partenopski republiki, potem ko je kralj v strahu za svojo varnost pobegnil v Palermo. Od 8. februarja 1799 do 9. maja 1799 je bilo mesto samoupravno in se je pridružilo idealom, ki jih je širila francoska revolucija. 9. maja so Sanfedisti dosegli Altamuro in po bitki na mestnem obzidju je bila tudi v Altamuri obnovljena vladavina Neapeljskega kraljestva. V času Risorgimenta (19. stoletje) je bila Altamura sedež odbora za vstaje Barija in po združitvi začasno prestolnico Apulije.
Med drugo svetovno vojno je bilo vili Serena v Altamuri tranzitno taborišče, znano kot P.G. 51.

## Geografija
Mesto leži na jugozahodnem območju metropolitanskega mesta Bari, blizu meje s pokrajino Matera, v Bazilikati. Mejne občine so Bitonto, Cassano delle Murge, Gravina v Puglii, Grumo Appula, Matera, Ruvo di Puglia, Santeramo in Colle in Toritto.
Približno 12.660 hektarjev občinskega ozemlja je vključenih v narodni park Alta Murgia.

## Znamenitosti
Glavna znamenitost Altamure je romanska stolnica, ki jo je začel leta 1232 graditi Friderik II. in obnovil v letih 1330 in 1521–47. Je ena od štirih palatinskih cerkva v Apuliji,[15] druge pa so stolnica Acquaviva delle Fonti, bazilika sv. Nikolaja v Bariju in cerkev Monte Sant'Angelo sul Gargano. Gradnja je pod vplivom barijevske romanike, a tudi z močnimi gotskimi vplivi, značilnimi za čas Friderika II. Usmeritev konstrukcije je bila verjetno spremenjena ob obnovi v 14. stoletju, kamor sodi tudi severna portalna odprtina na trgu; drugi zvonik, oltarni prostor in zakristija so namesto tega iz 16. stoletja. Glavna značilnost zunanjosti sta okno rozeta s 15 majhnimi stebri, ki se radialno prepletajo, in gotski portal, ki je postavljen v vhodni portik, ki stoji na dveh kamnitih levih. Na oboku portalov je izklesanih 22 plošč s prizori iz Jezusovega življenja. Triladijska notranjost ima kamnite jaslice Altobella Persia (1587).
Srednjeveško obzidje, ki ga je postavil Friderik II., naslanja na megalitsko obzidje starodavnega mesta neznanega imena. Ti zgodnji zidovi so iz grobih kamnitih blokov brez malte.
Najdene so bile tudi starodavne grobnice z delci vaz in terakote, katerih zbirka je v Museo Archeologico Statale di Altamura. Obstajajo jame, ki so bile uporabljene kot primitivne grobnice ali bivališča, in skupina kakih petdeset tumulov blizu Altamure.
Leta 1999 so na ozemlju Altamure, imenovanem "contrada Pontrelli", odkrili približno trideset tisoč odtisov dinozavrov, zaradi česar je to glavno mesto za preučevanje dinozavrov.

## Gospodarstvo
Banca Popolare di Puglia e Basilicata, zadružna banka južne Italije, ima sedež v Altamuri. Banka je naslednica Banca Popolare della Murgia.
- ’’Pulo di Altamura’’ - Velika dolina na ozemlju Altamure.
- Klasični licej "Cagnazzi"
- Notranjost stolnice.
- Pogled na Altamuro leta 1770 ca. (v središču sta porta Bari in starodavni grad, zdaj popolnoma porušen)

## Pobratena mesta
Altamura je pobratens z:
- Lucera, Italija
- Modica, Italija
- Castellana Sicula, Italija